# Distretto di Ghriss
Il distretto di Ghriss è un distretto della Provincia di Mascara, in Algeria.

## Comuni
Il distretto di Ghriss comprende 5 comuni:
- Ghriss
- Makdha
- Matemore
- Sidi Boussaid
- Maoussa